# La Petite Rivière (vattendrag i Kanada, Québec, lat 49,74, long -64,16)
La Petite Rivière är ett vattendrag i Kanada.   Det ligger i provinsen Québec, i den östra delen av landet, 1 000 km nordost om huvudstaden Ottawa.